# Imagination (La Toya Jackson)
Imagination è il quarto album della cantautrice e ballerina statunitense LaToya Jackson, pubblicato in LP e MC nel 1986. 
Nel 2012 la Funky Town Grooves lo ha ristampato su CD con l'aggiunta di 4 bonus track.

## Descrizione
La Private-I Records dichiarò il fallimento poco dopo l'uscita dell'album nel 1986. A causa dei problemi finanziari della società la promozione del disco fu poca, tantoché non entrò nelle classifiche. Ne furono estratti tre singoli: Baby Sister, He's a Pretender e un remix della title track, Imagination.

## Accoglienza e successo commerciale
Il quotidiano The Baltimore Afro-American definì la produzione dell'album "orientata al pop, ben registrata e mixata". La new wave Baby Sister fu lodata per la sua "orecchiabilità". 

## Tracce
1. He's a Pretender (Gary Goetzman, Mike Piccirillo)
2. On a Night Like This – 3:28 (Gary Goetzman, Mike Piccirillo)
3. How Do I Tell Them – 3:45 (Gary Goetzman, Mike Piccirillo)
4. Imagination – 4:08 (Amir Bayyan, Isidro "Cosa" Ross)
5. Baby Sister – 3:14 (Gary Goetzman, Mike Piccirillo)
6. Weak Spot – 3:58 (Belva Haney, John Bokowski, Lorrin "Smokey" Bates)
7. Love Talk – 4:49 (LaToya Jackson, John Wilson)
8. Boys Got Somethin' Girls Ain't Got – 4:00 (Marvin Morrow, Stephen Geyer)